# Руцманці
Руцманці (словен. Rucmanci) — поселення в общині Светий Томаж, Подравський регіон‎, Словенія.